# Радмила Гутеша
Радмила Гутеша (Београд, 25. мај 1925 — Београд, 11. децембар 2012) била је југословенска и српска филмска и телевизијска глумица.

## Филмографија
| Год.       | Назив                                     | Улога                                 |
| ---------- | ----------------------------------------- | ------------------------------------- |
| 1960-те    |                                           |                                       |
| 1966.      | Сан                                       | Даница                                |
| 1967.      | Горке траве                               | Елса                                  |
| 1967.      | Деца војводе Шмита                        |                                       |
| 1967.      | Дим                                       |                                       |
| 1969.      | Бура (филм)                               |                                       |
| 1969.      | Силом отац                                | Жаркова мајка Софија                  |
| 1970-те    |                                           |                                       |
| 1970.      | Рођаци (ТВ серија)                        | Анђа                                  |
| 1970.      | Леваци                                    | Вукина газдарица                      |
| 1971.      | Чеп који не пропушта воду                 | Службеница                            |
| 1972.      | Волим те Аксаније                         |                                       |
| 1972.      | Розенбергови не смеју да умру             | Рут Гринглас, супруга                 |
| 1972.      | Мајстори (ТВ серија)                      | Крлетова ћерка Марта                  |
| 1973.      | Камионџије                                | наставница српског језика             |
| 1973.      | Паја и Јаре                               | наставница српског језика             |
| 1973.      | Позориште у кући                          | шнајдерка                             |
| 1974.      | Отписани (филм)                           | Елза                                  |
| 1974.      | Приче о псима                             |                                       |
| 1975.      | Легенда                                   |                                       |
| 1974-1975. | Отписани                                  | Елза                                  |
| 1975.      | Зимовање у Јакобсфелду                    | секретарица                           |
| 1975.      | Ђавоље мердевине                          | докторка                              |
| 1976.      | Војникова љубав                           | Станкова мајка                        |
| 1976.      | Спиристи                                  |                                       |
| 1976.      | На путу издаје                            |                                       |
| 1976.      | Салаш у Малом Риту (ТВ серија)            | секретарица                           |
| 1976.      | Грлом у јагоде                            | секретарица                           |
| 1977.      | Специјално васпитање                      | социјални радник                      |
| 1978.      | Тигар                                     | Медицинска сестра                     |
| 1978.      | Није него                                 |                                       |
| 1978.      | Чардак ни на небу ни на земљи (ТВ серија) |                                       |
| 1979.      | Какав дан                                 | Службеница у туристичкој агенцији     |
| 1979.      | Другарчине                                | професорка историје                   |
| 1980-те    |                                           |                                       |
| 1980.      | Дошло доба да се љубав проба              | професорка                            |
| 1980.      | Авантуре Боривоја Шурдиловића             | грофица                               |
| 1980.      | Позоришна веза                            | Очевидац пљачке                       |
| 1980.      | Врућ ветар                                | грофица Хелена                        |
| 1981.      | Лаф у срцу                                | Кућна помоћница на разговору за посао |
| 1981.      | Лов у мутном                              | Судија                                |
| 1981.      | Берлин капут                              | Госпођа Поповић                       |
| 1982.      | Поп Ћира и поп Спира                      | Гечаница                              |
| 1983.      | Још овај пут                              |                                       |
| 1983.      | Какав деда такав унук                     |                                       |
| 1983.      | Балкан експрес                            |                                       |
| 1983.      | Хало такси                                |                                       |
| 1984.      | Камионџије 2                              | службеница у општини                  |
| 1984.      | Мољац                                     | Гоцина баба                           |
| 1986.      | Развод на одређено време                  |                                       |